# Mafurreira
Mafurreira (Trichilia emetica) é uma árvore cuja semente tem aproveitamento industrial. Os seus frutos são comestíveis.
É muito comum no sul de Moçambique e em  Angola, de que se extrai o óleo chamado mafurra. Serve  para fazer embarcações.